# Tifoujar
Tifoujar (arab. ‏تيفوجار‎, Tīfūǧār) – przełęcz w Mauretanii, znajdująca się na wysokości 278 m n.p.m. Leży na terenie regionu Adrar.